# Церква Різдва Пресвятої Богородиці (Броди)
Це́рква Рі́здва Пре́святої Бо́городиці (традиційна народна Велика церква) — чинна парафіяльна церква ПЦУ в місті Броди, пам'ятка архітектури місцевого значення під охоронним № 1744-М. Разом із церквою святого Юра — найстаріші будівлі міста.

## Розташування
Розташовується на північ від площі Ринок, на сучасній вулиці Івана Франка. Головна українська церква Бродів.

## Історія
Певний час деякі польські дослідники — делегати збору «консерваторів Східної Галичини» вважали її перебудованим костелом, спорудженим у другій половині XVII століття, який віддали в користування брідським русинам у другій половині XVIII століття «pro usu»
Часом побудови вважають 1600 рік. У XVIII столітті проведено реконструкцію церкви. Старий польський путівник згадує, що її пізньобарокові додатки роблять споруду схожою на церкву святого Миколая (XVIII ст.) у Львові.
Перша документальна згадка про церкву походить з 1630 року і пов'язана з укладенням її священиком о. Стефаном контракту купівлі-продажу.
В актах візитації церкви від 18 вересня 1783 року подано перший опис споруди, з якого видно, що церква вже тоді мала сучасний вигляд.
У першій половині XVII століття при церкві був шпиталь. Від 1823 року парох при церкві став керувати всіма міськими греко-католицькими парафіями, а від 1844 року — при церкві мав штатного помічника — сотрудника. 1811 року парафіян інших міських церков — Воздвиження Чесного Хреста та святого Юра — були прилучені до парафії церкви Різдва Богородиці. 1839 року до північної сторони вівтаря було прибудовано захристію. У ХІХ столітті на дзвіниці церкви встановлено годинник.
У 1902—1904 роках проведено реставрацію церкви за проектом С. Сперо. У першій половині ХХ століття святиню розмальовували маляри Анатоль Яблонський, Михайло Осінчук та Микола Федюк. У 1937—1938 роках притвор продовжено прибудовою. Значних пошкоджень під час другої світової війни церква не зазнала. Був діючим за радянських часів і завдяки цьому добре зберігся до наших днів.
На подвір'ї, ліворуч від церкви, є пам'ятний знак, присвячений 1025-літтю Хрещення Русі-України, встановлений у 2013 році, а по правий — інший пам'ятний знак, присвячений 2000-літтю від Різдва Христового та 400-літтю з часу побудови церкви Різдва Пресвятої Богородиці, встановлений у 2000 році.
До грудня 2018 року Українська православна церква Київського патріархату. Від 15 грудня 2018 року Православна церква України.

## Парохи
- о. Яків Вірозуб (1660).[7]
- о. Василь Шира (із 1989 р.)

## Світлини

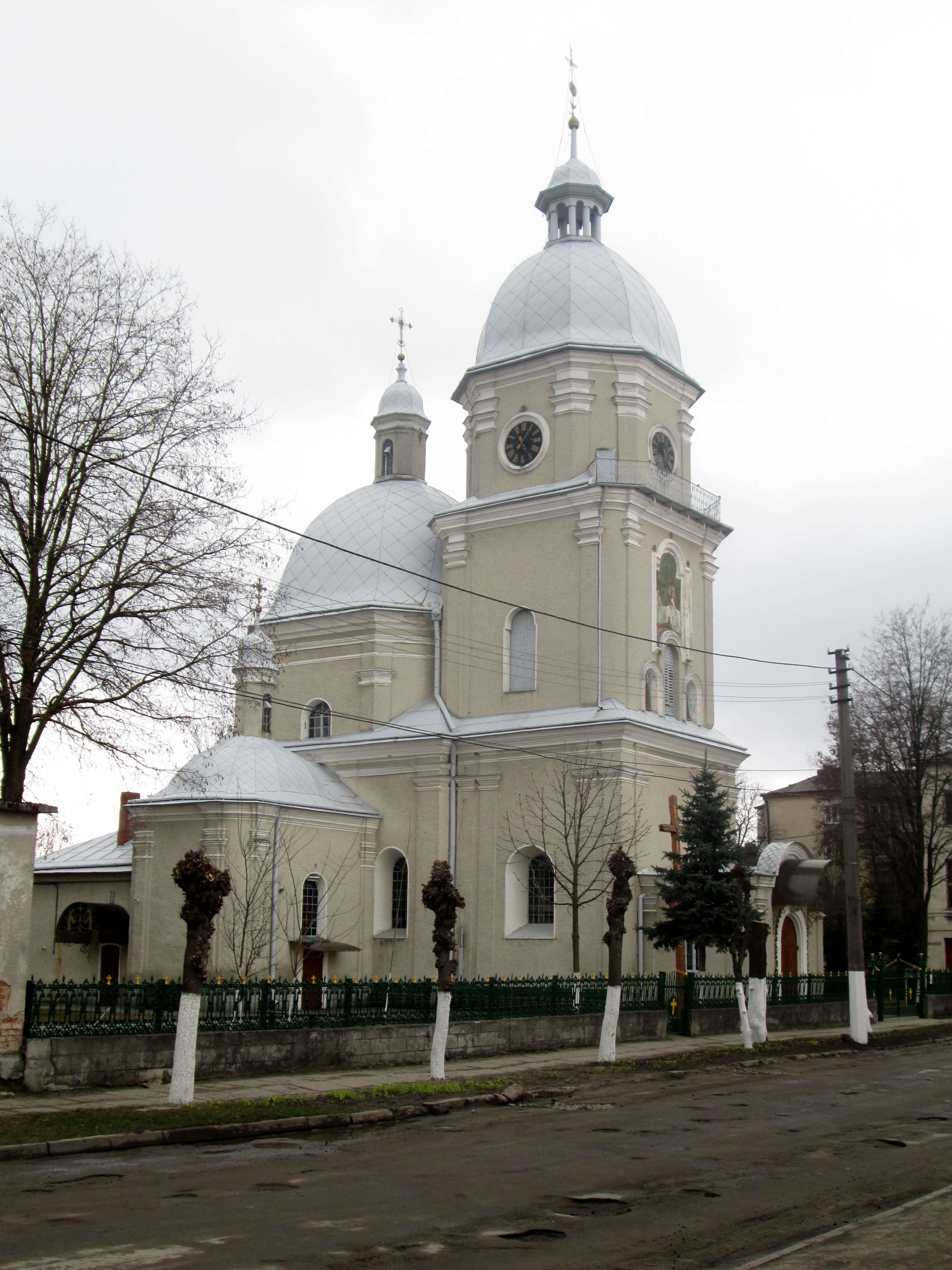
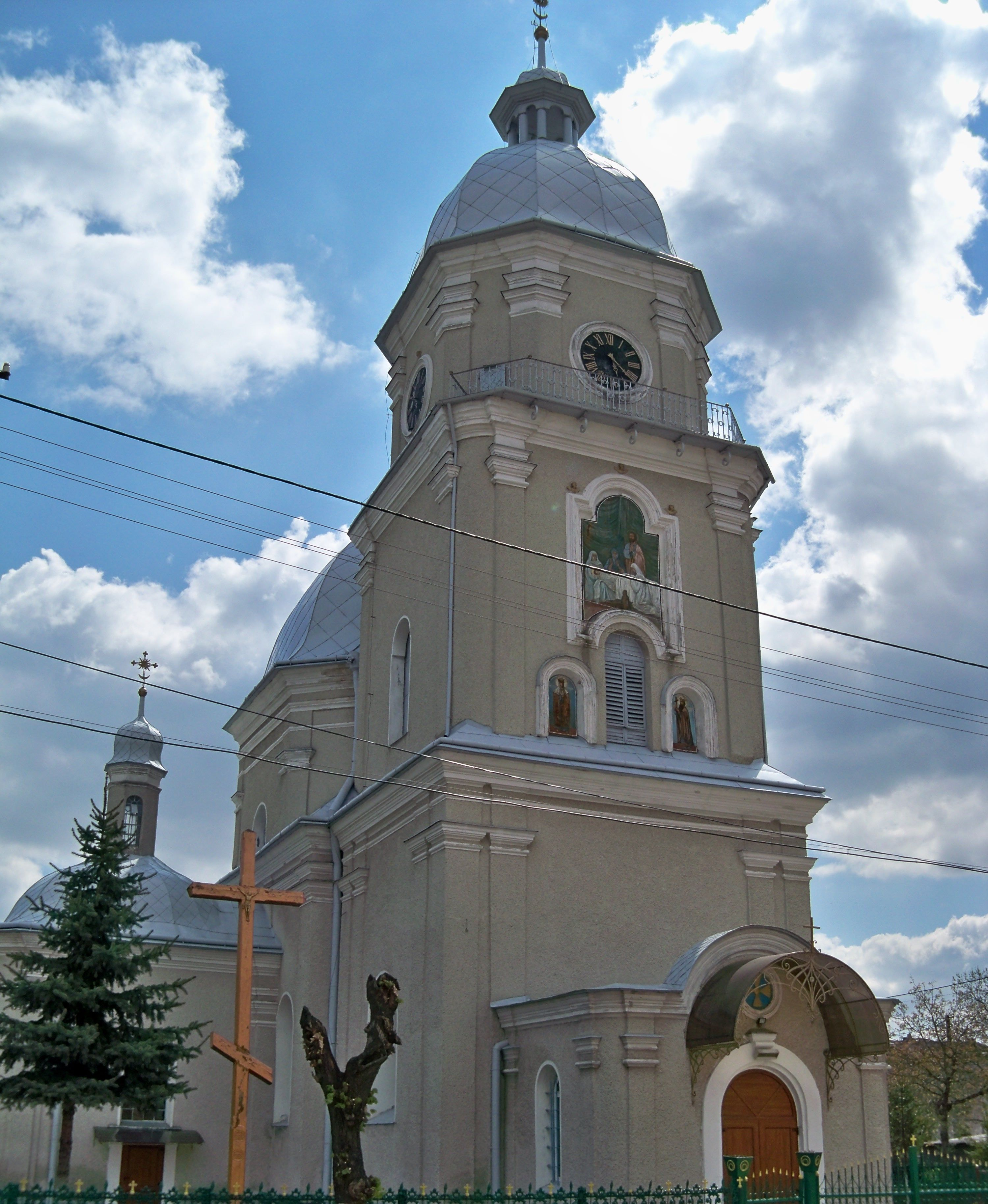
Церква Різдва Пресвятої Богородиці
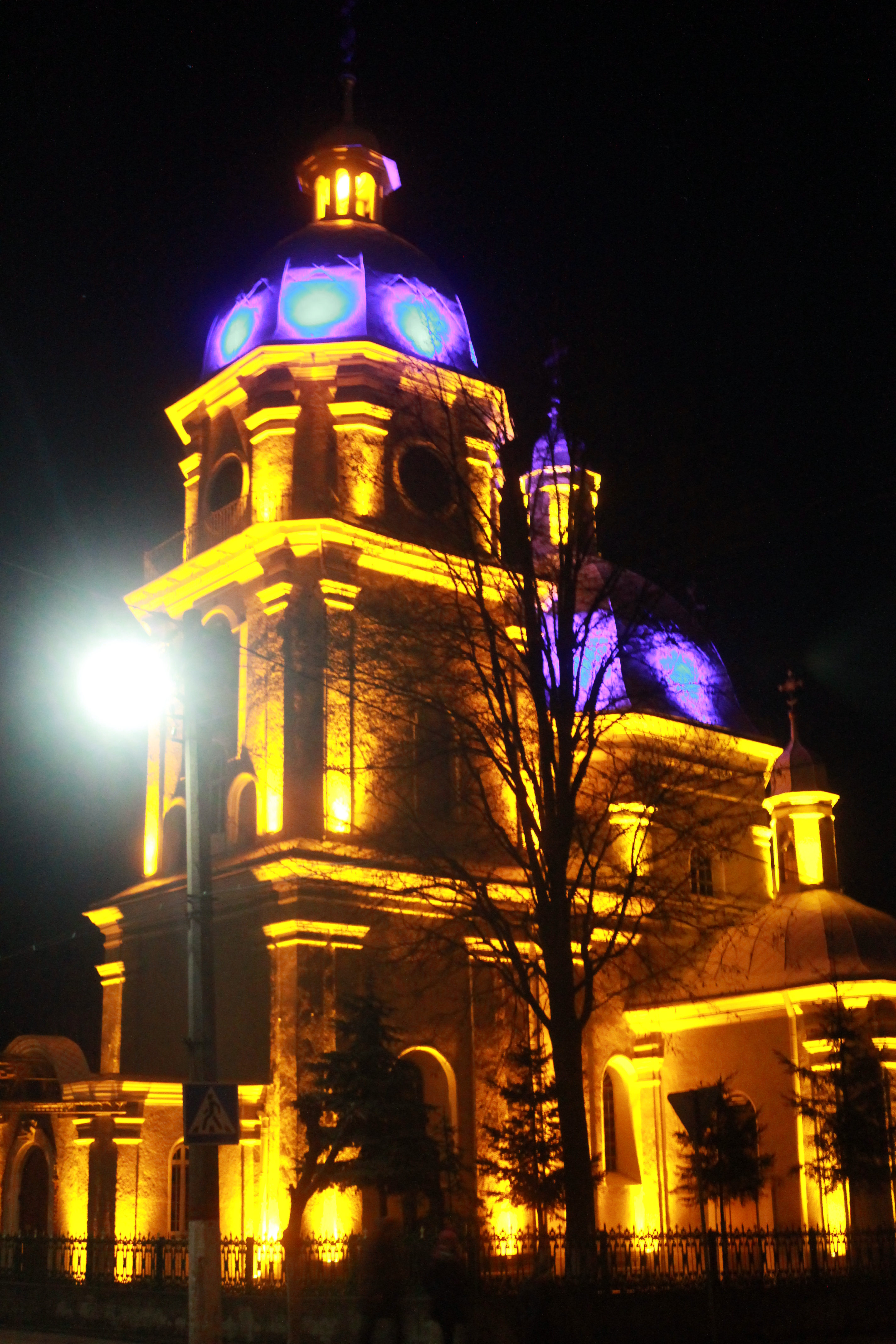
Церква Різдва Пресвятої Богородиці
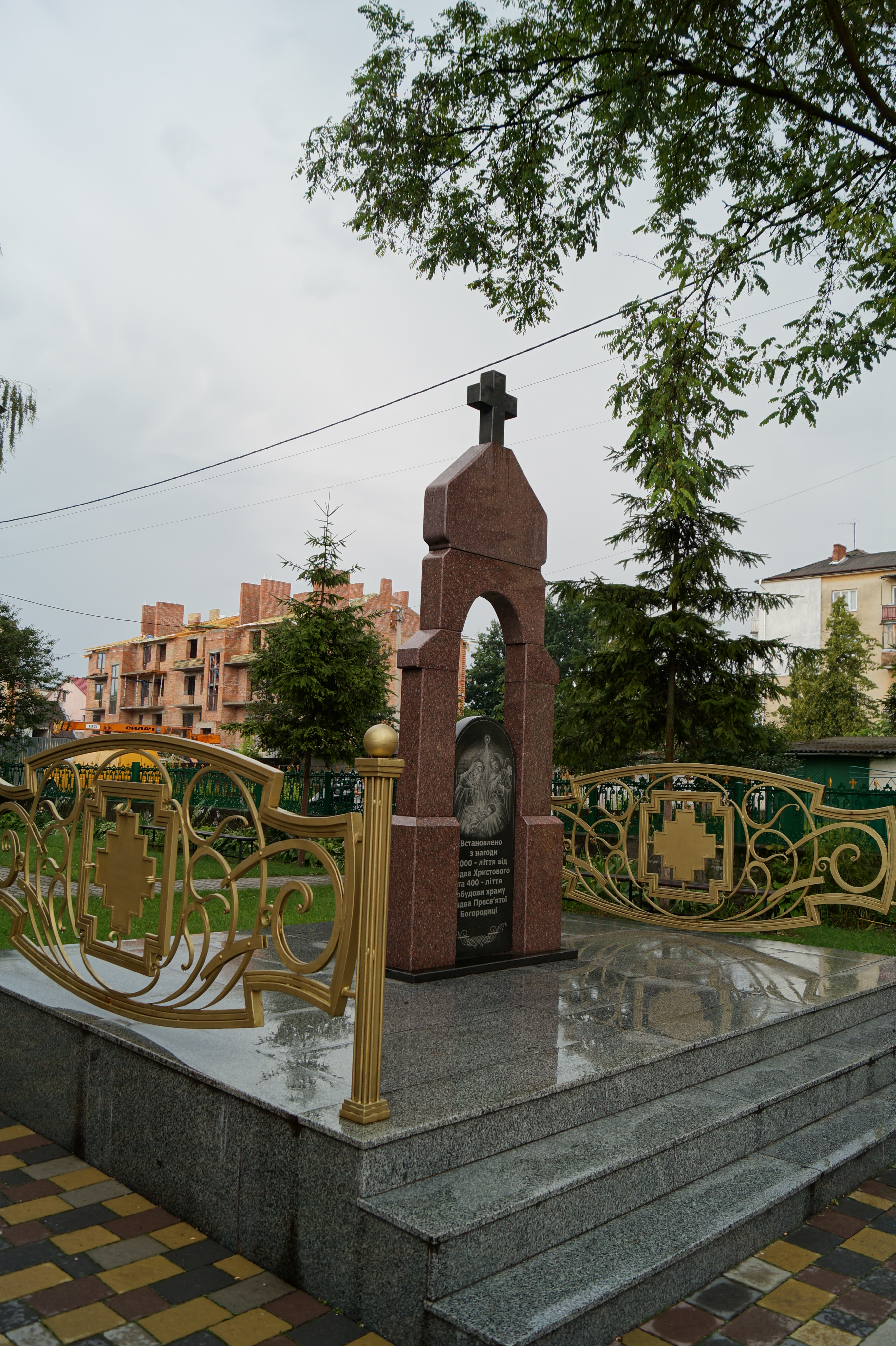
Пам’ятний знак на честь 2000-ліття від Різдва Христового та 400-ліття побудови церкви Різдва Пресвятої Богородиці
Пам'ятний знак у формі хреста, на честь 1025-ліття Хрещення Русі-України